# Epitaph für Georg Keller und seine Gemahlin Helena Sauerzapf

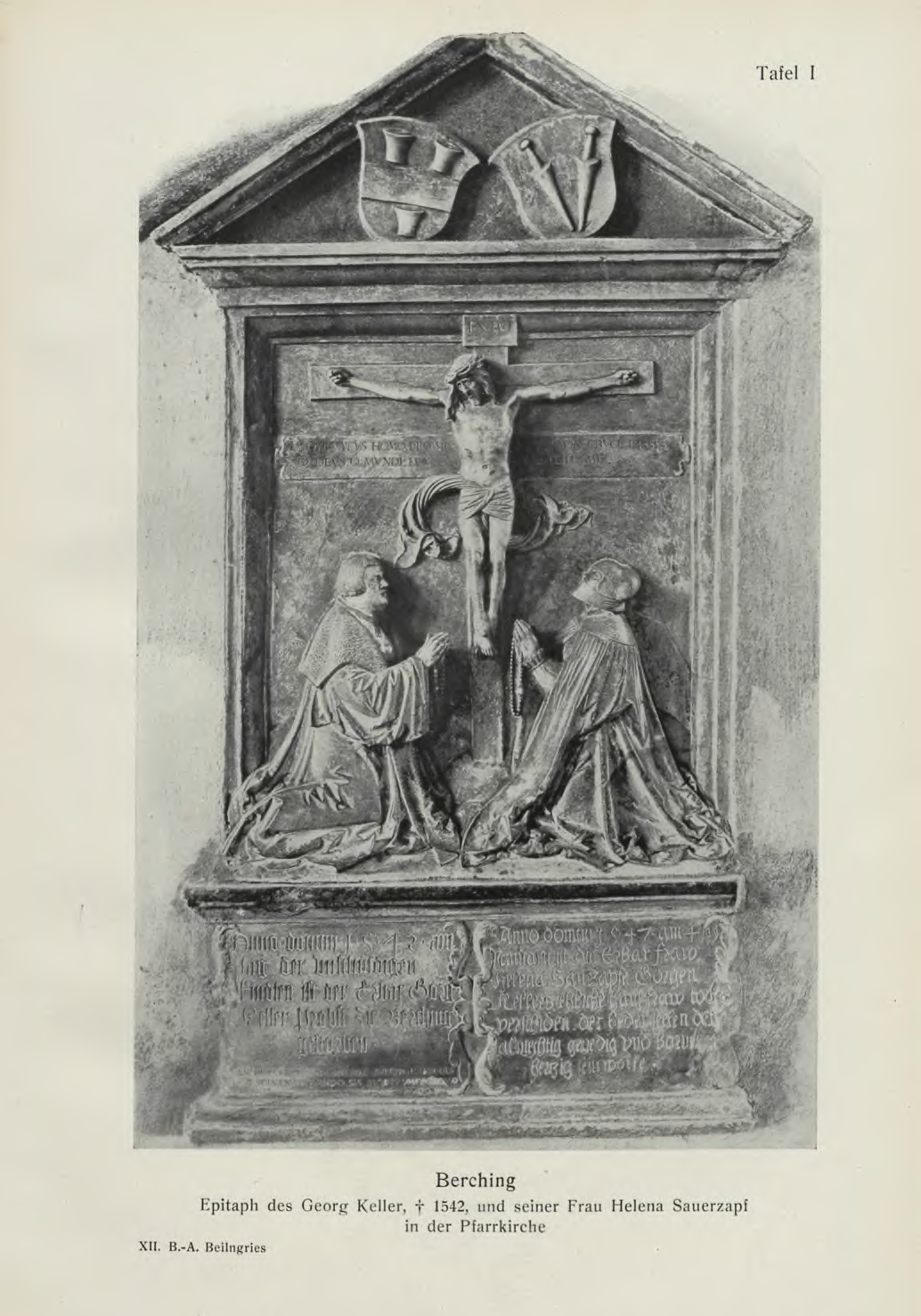
Das Epitaph um 1908 (Foto aus Die Kunstdenkmäler des Königreichs Bayern)

Das Epitaph für Georg Keller und seine Gemahlin Helena Sauerzapf in der Pfarrkirche Mariä Himmelfahrt in Berching, einer Stadt im Oberpfälzer Landkreis Neumarkt in der Oberpfalz in Bayern, wurde in den 1540er Jahren von Loy Hering geschaffen. Das Epitaph aus Solnhofer Stein ist als Teil der Kirchenausstattung ein geschütztes Baudenkmal.
Auf dem 1,50 Meter hohen und 50 cm breiten Epitaph für Georg Keller († 1542), Propst des Hochstifts Eichstätt, und seine Frau Helena Sauerzapf († 1547) sind die Verstorbenen kniend zu Füßen des Gekreuzigten dargestellt. Darüber sind in einem Dreiecksgiebel ihre Wappen zu sehen.

Die linke Inschrift unten lautet: 

„Anno dominj 1542 am tag der vnschuldigen kindlen ist der Erbar Gorg Keller Probst zv Berching gestorben. IAM DISPONE TUAE DOMVI NEC DIFFER IN HORAS NESCIS ENIM QVANDO SIS MORITVRVS HOMO“

„Bestelle bald dein Haus und schieb es nicht auf spätere Stunden, denn du weißt nicht, Mensch, wann du sterben wirst.“

Die rechte Inschrift unten lautet: 

„Anno dominj 1547 am 4. tag Januarij ist die Erbar fraw Helena Saurzapfe Gorgen Kellers ehliche haußfraw tod verschiden. Der bederseelen der almechtig genadig vnd barmherczig sein wolle“

 

Zu Seiten des Kreuzes lautet die Inschrift: 

„TV QVI NATVS HOMO PRO ME MORTEM IN CRVCE PASSUS O DEVS O MUNDI LUX MISERERE MEI“

„Der du, als Mensch geboren, für mich den Tod am Kreuz erlittest, o Gott, o Licht der Welt, erbarme dich meiner.“